# HD68450
HD68450 — хімічно пекулярна зоря спектрального класу B0, що має видиму зоряну величину в смузі V приблизно  6,4.
Вона  розташована на відстані близько 2452,3 світлових років від Сонця.

## Пекулярний хімічний склад
Зоряна атмосфера HD68450 має підвищений вміст 
He
.